# Saint-Just-Saint-Rambert
Saint-Just-Saint-Rambert är en kommun i departementet Loire i regionen Auvergne-Rhône-Alpes i centrala Frankrike. Kommunen ligger i kantonen Saint-Just-Saint-Rambert som tillhör arrondissementet Montbrison. År 2022 hade Saint-Just-Saint-Rambert 15 579 invånare.

## Befolkningsutveckling
Antalet invånare i kommunen Saint-Just-Saint-Rambert
| Referens: INSEE |